# Headrow

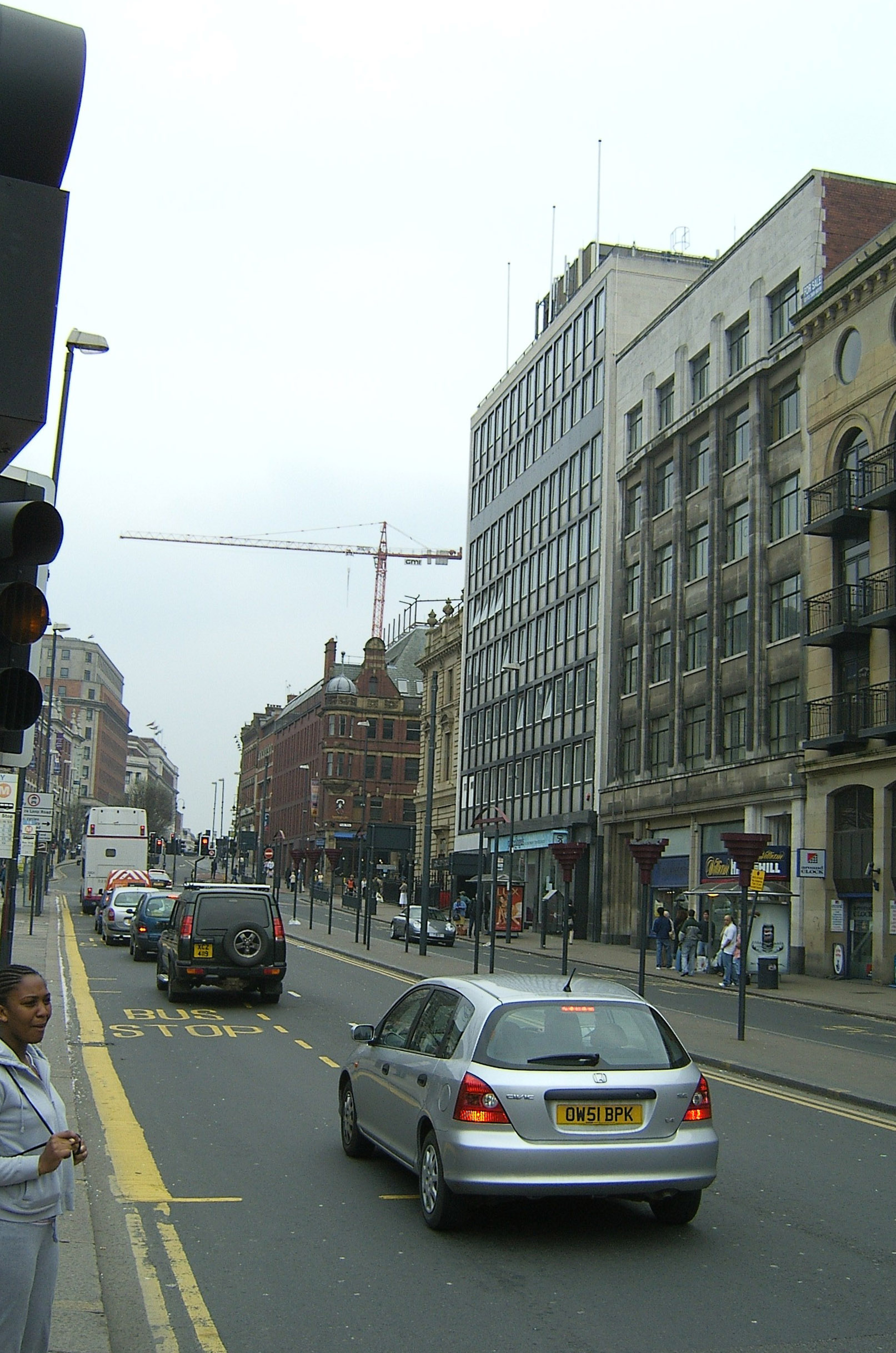
Headrow

Headrow är en huvudgata i Leeds, West Yorkshire, England. Den går i öst-västlig riktning genom centrala delen av staden, alldeles norr om shoppingkvarteren. Gatan är en av Leeds äldre gator. På 1920-talet rustas den upp.